# Paracirrhites forsteri
Genre
Paracirrhites forsteri  ou Poisson-faucon à taches de rousseur est une espèce de poissons de la famille des cirrhitidés évoluant dans les eaux marines côtières de l'Indo-Pacifique et de la mer rouge jusqu'à 60 m de profondeur.

## Nom vernaculaire

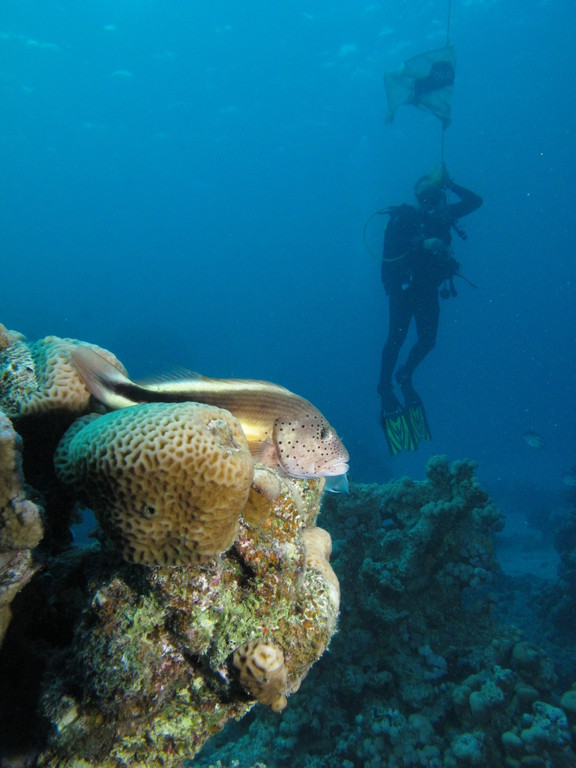
Poisson-faucon à tache de rousseur perché sur une formation corallienne, à l'affût, prés à fondre sur une proie

Les poissons de la famille des cirrhitidés doivent leurs noms vernaculaire de poissons-faucons (ou poissons-éperviers) à leur technique de chasse, à l'affût sur les coraux (sur une branche de corail corne de cerf acropora, sur une formation corallienne du genre pocillopora etc.) : dès qu'une proie passe à portée, le poisson-faucon fond dessus avec une très vive accélération tel un faucon, tel un épervier.

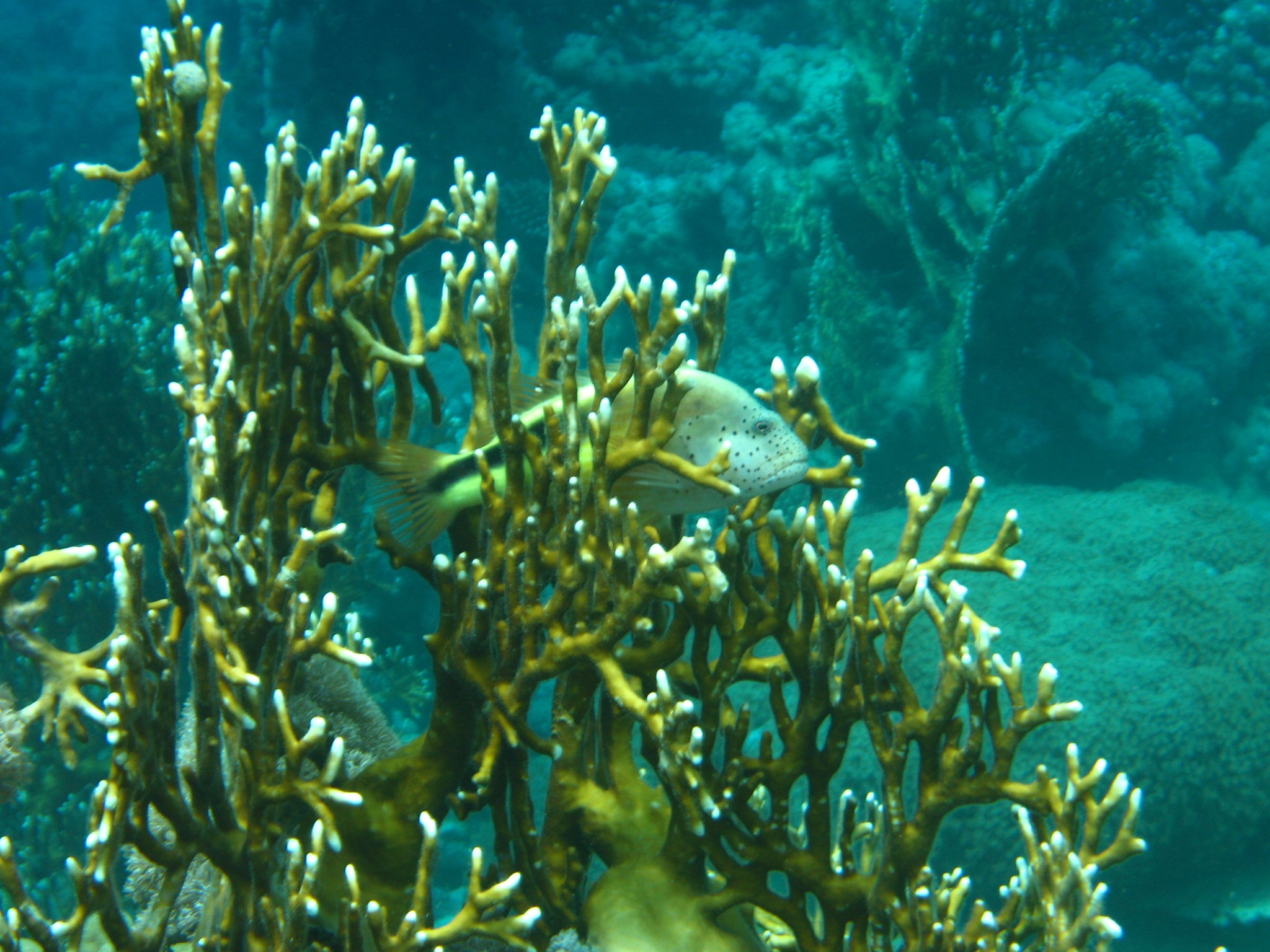
Poisson-faucon à taches de rousseur aux aguets, perché sur coraux corne de cerf acropora

A l'affût
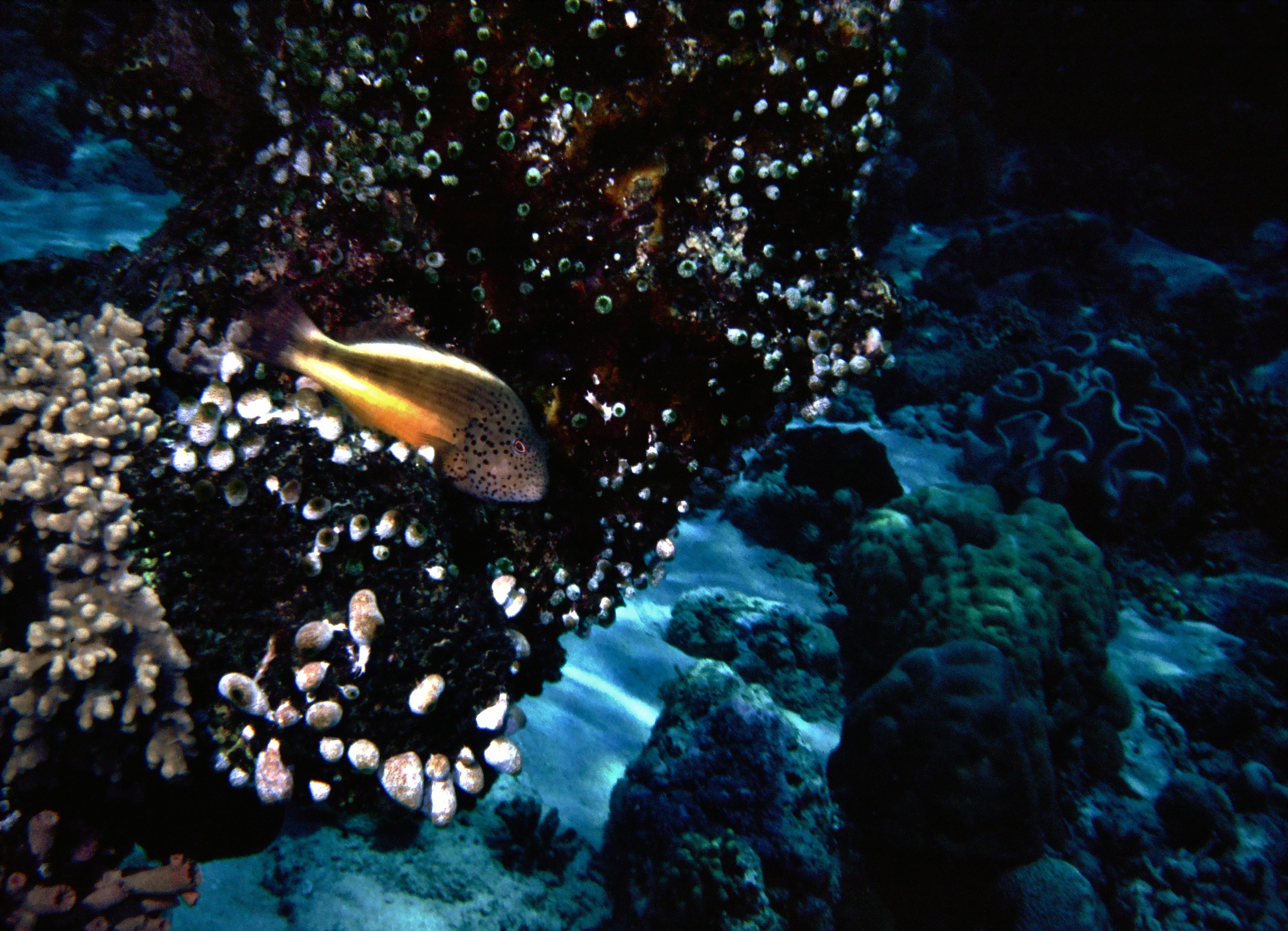
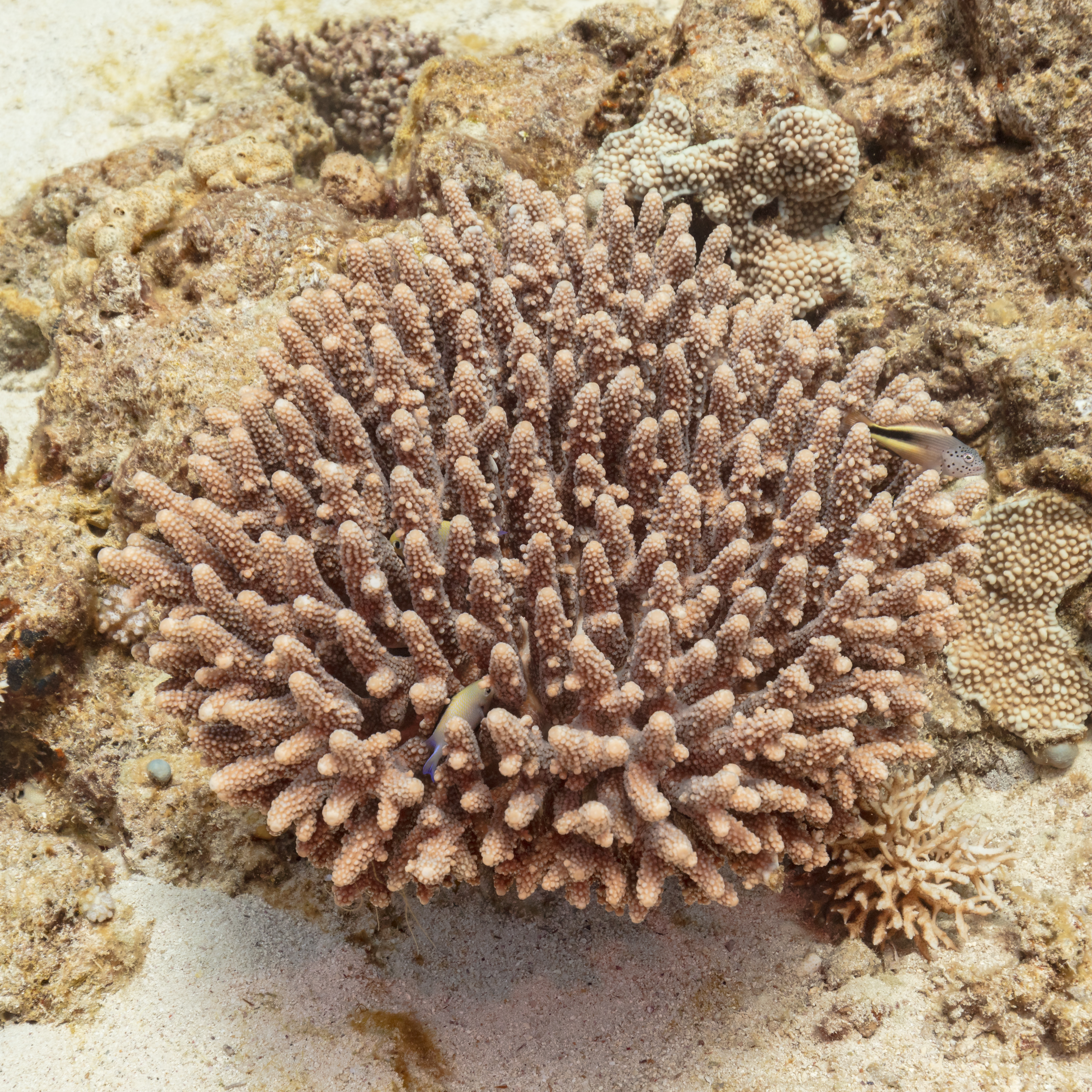
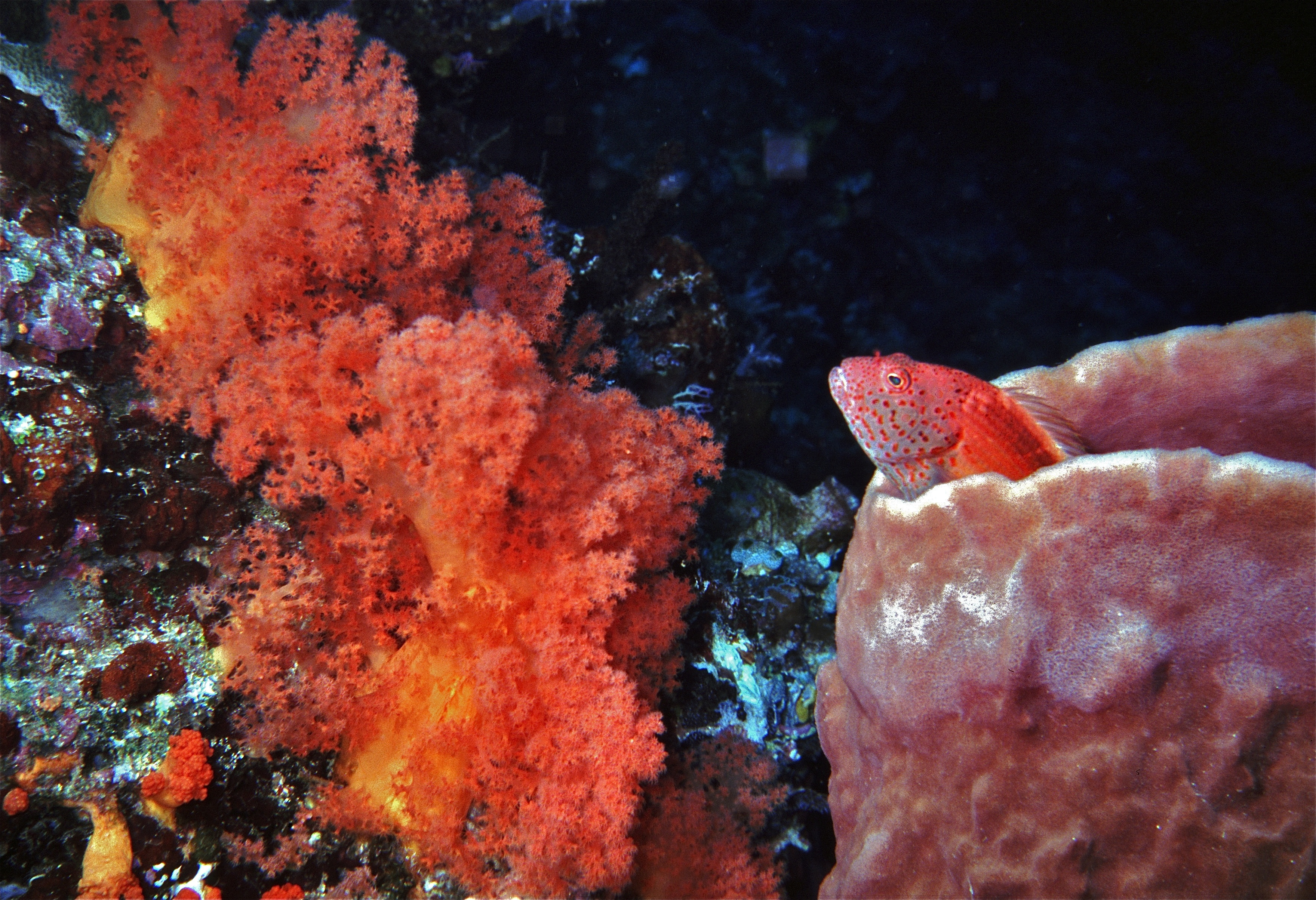

## Description
Le poisson-faucon à tache de rousseur mesure jusqu'à 20 cm de longueur.
Il est caractérisé par ses taches de rousseur sur la tête et par ses touffes de cirrhes qui se trouvent au sommet des rayons durs de sa nageoire dorsale.

Sa livrée est variable : elle peut être soit claire avec un dos pourpre foncé, soit brunâtre allant en s'éclaircissant jusqu'au jaune de sa queue.

Livrées du poisson-faucon à taches de rousseur
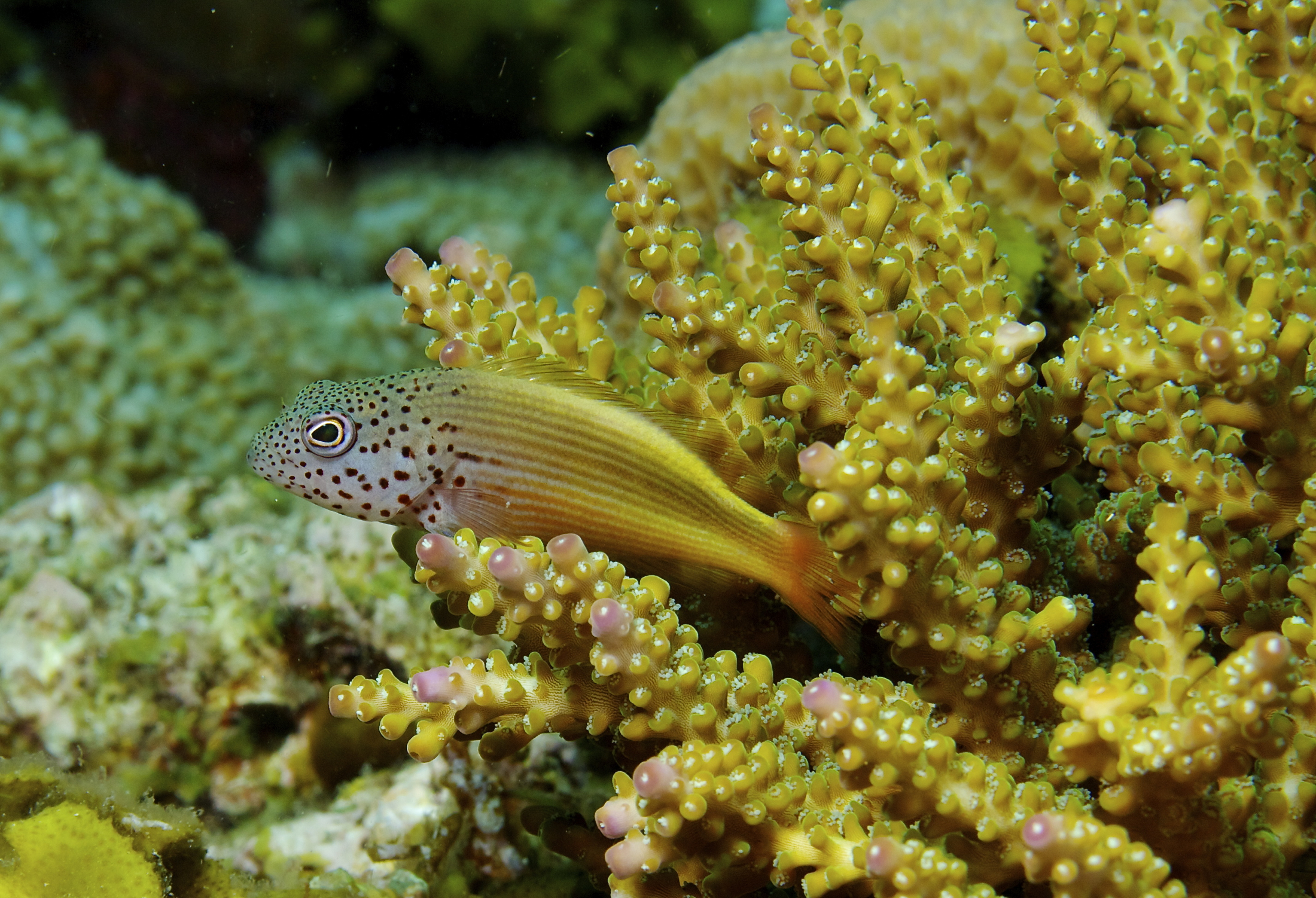
Juvénile, Nouvelle Guinée - Papouasie
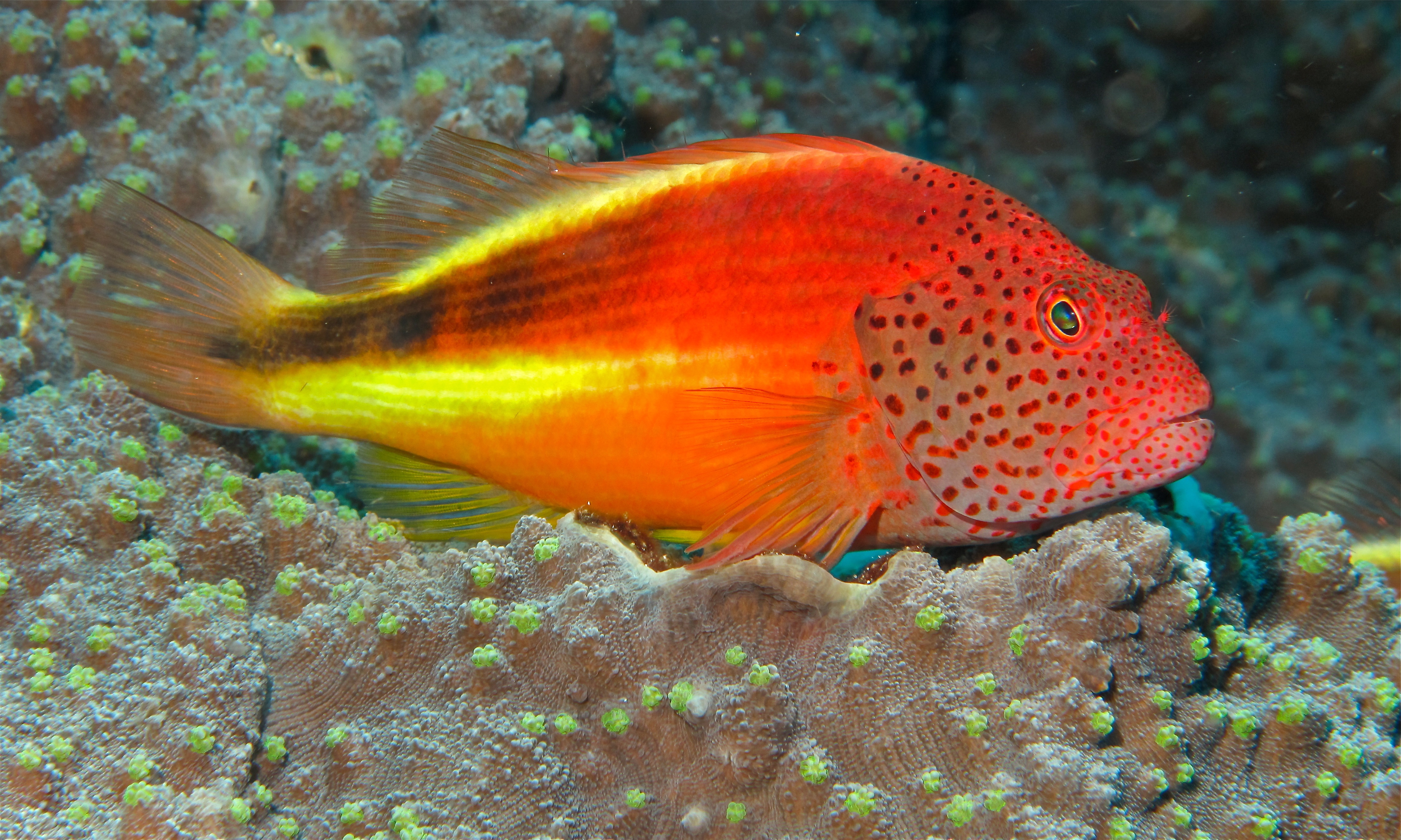
Juvénile très coloré, parc national marin de Bunaken,  Indonésie
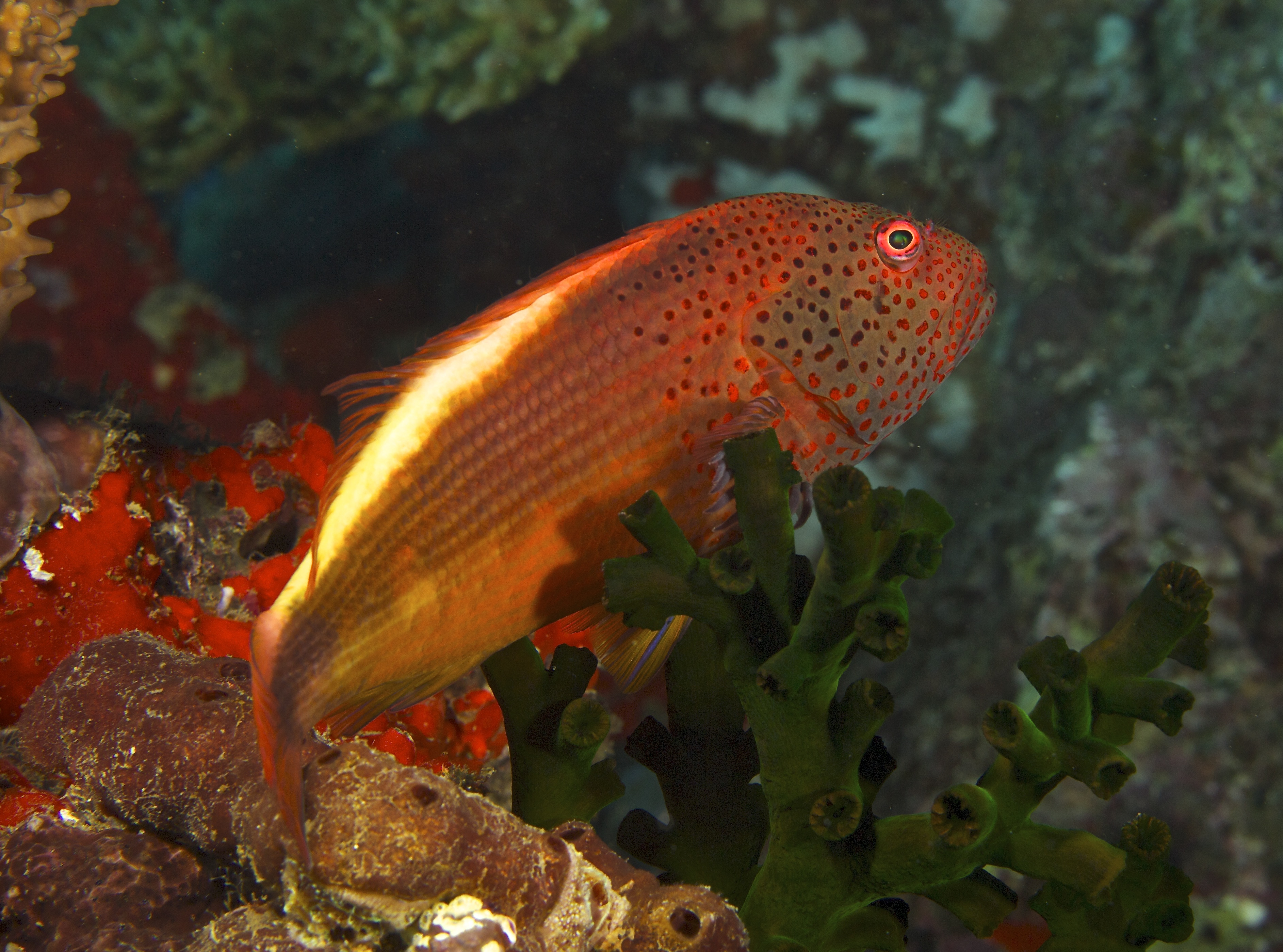
Juvénile, îles Fiji
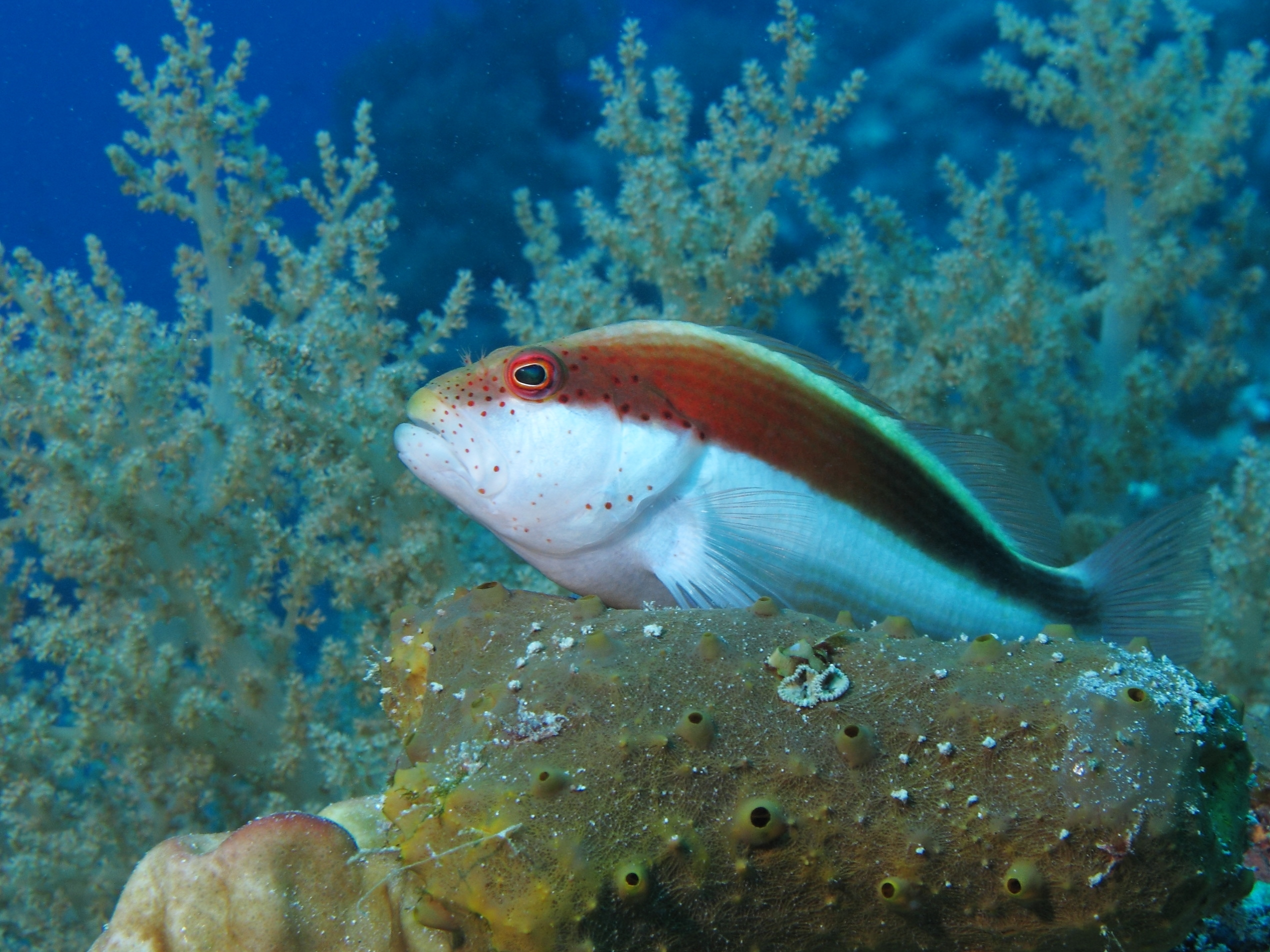
Livrée claire et dos pourpre foncé, Mer rouge, Égypte
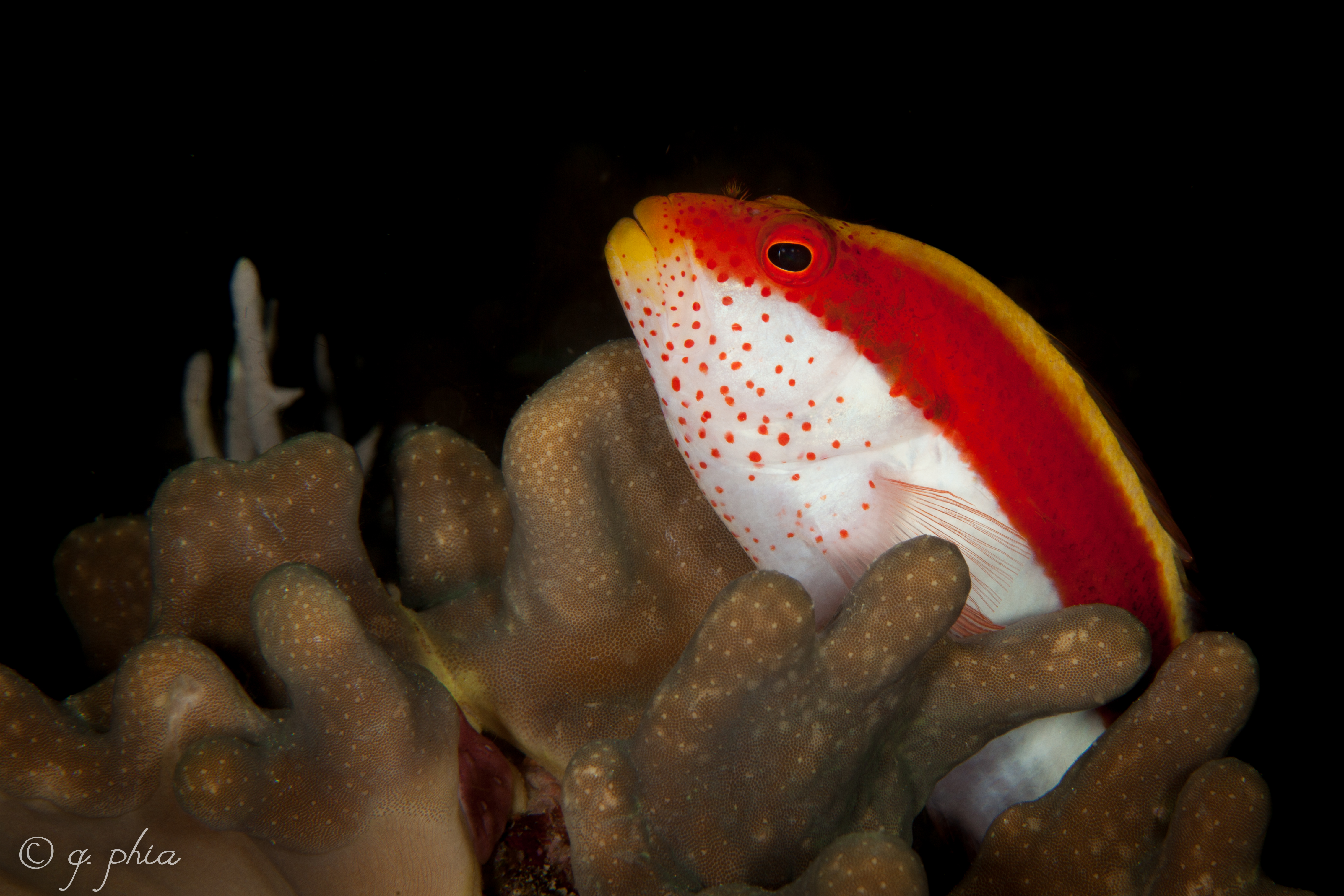
Livrée claire et dos rouge vif, îles Fidji
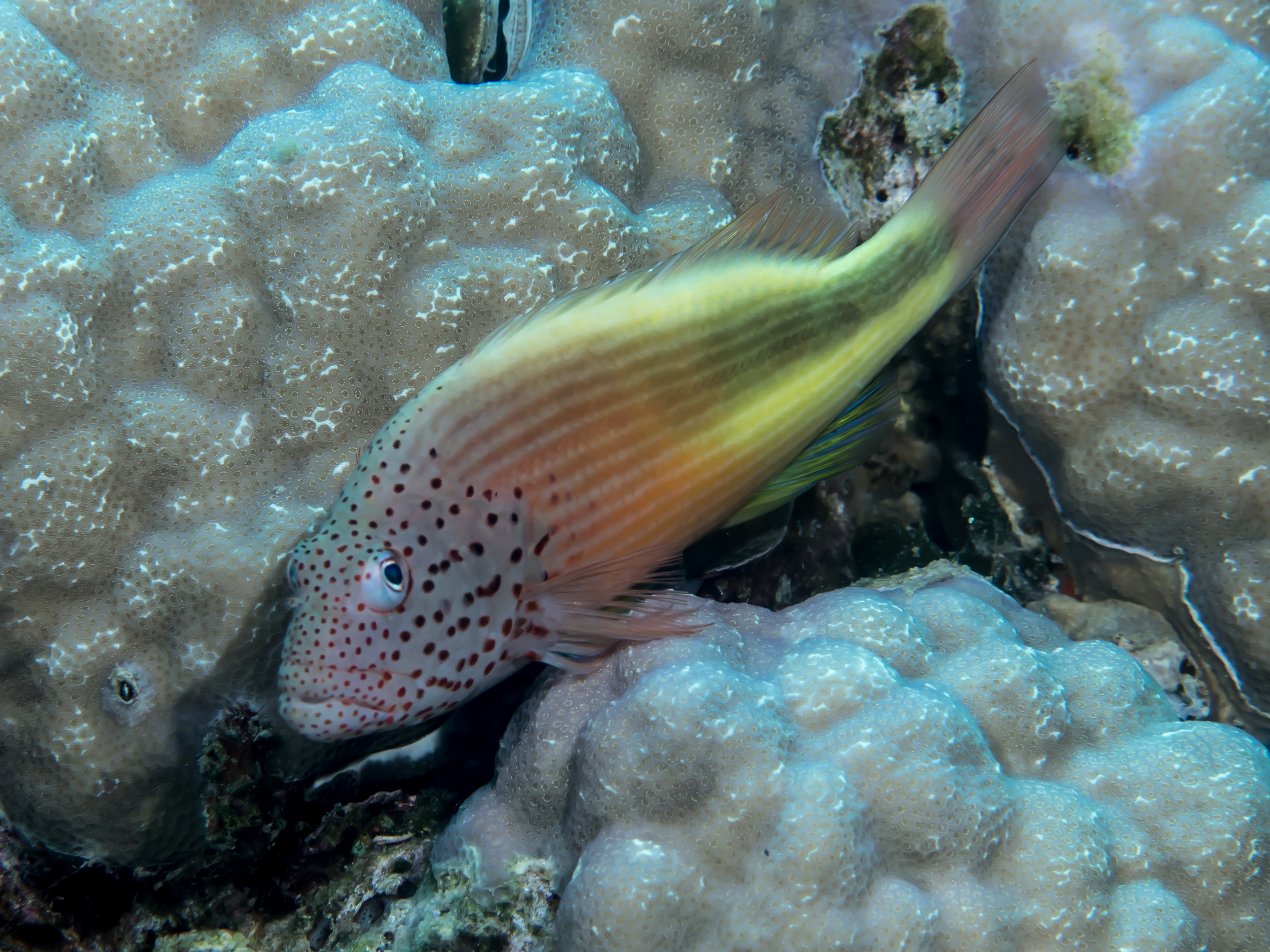
Livrée brunâtre allant en s'éclaircissant jusqu'au jaune de la queue, Philippines
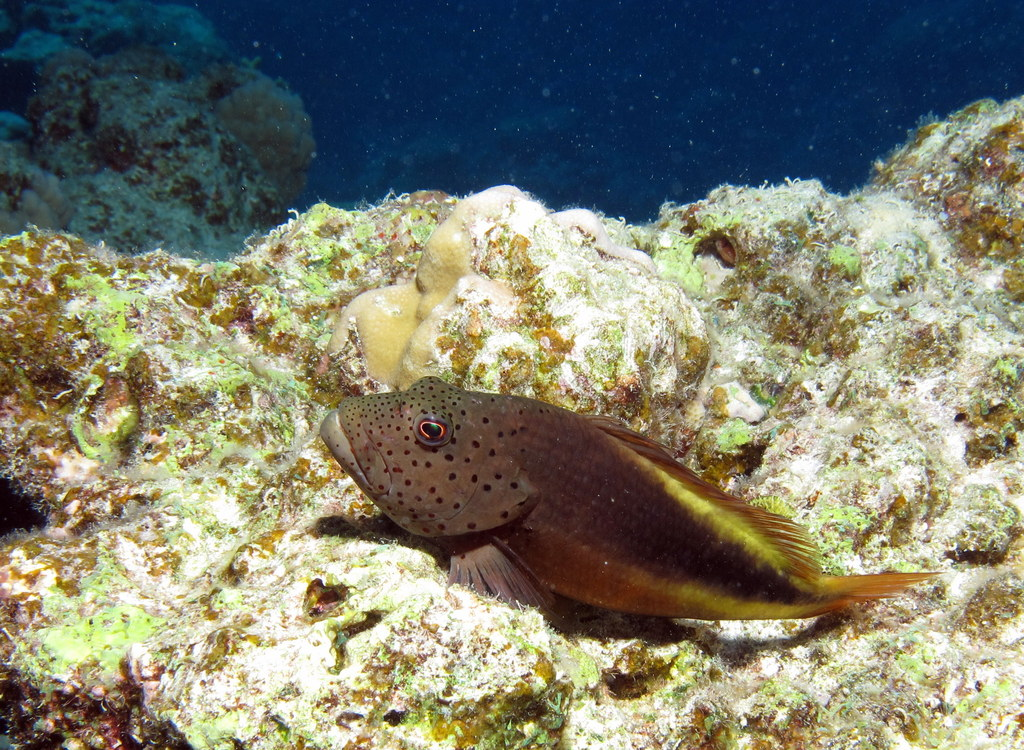
Livrée brune s'éclaircissant en jaune vers la queue, Mer rouge, Égypte
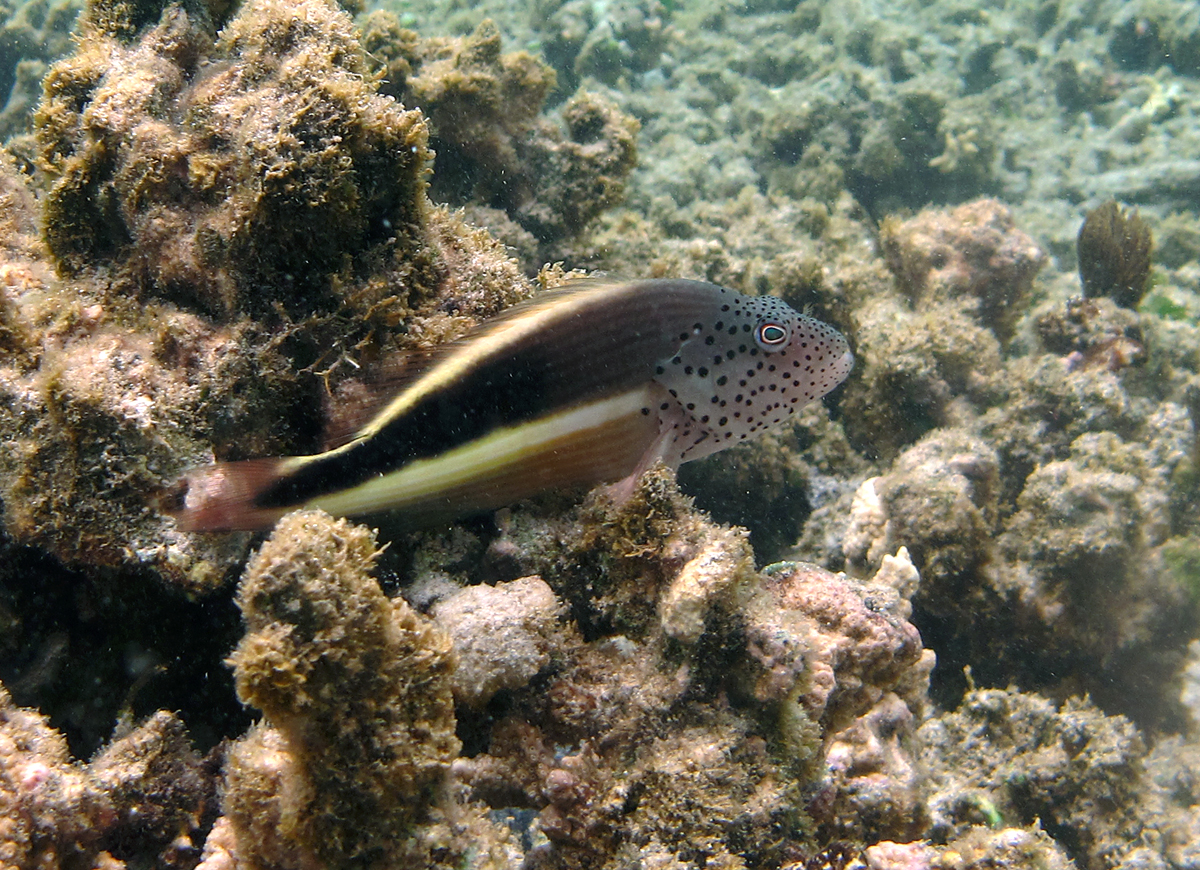
Livrée brun foncé, île de la Réunion
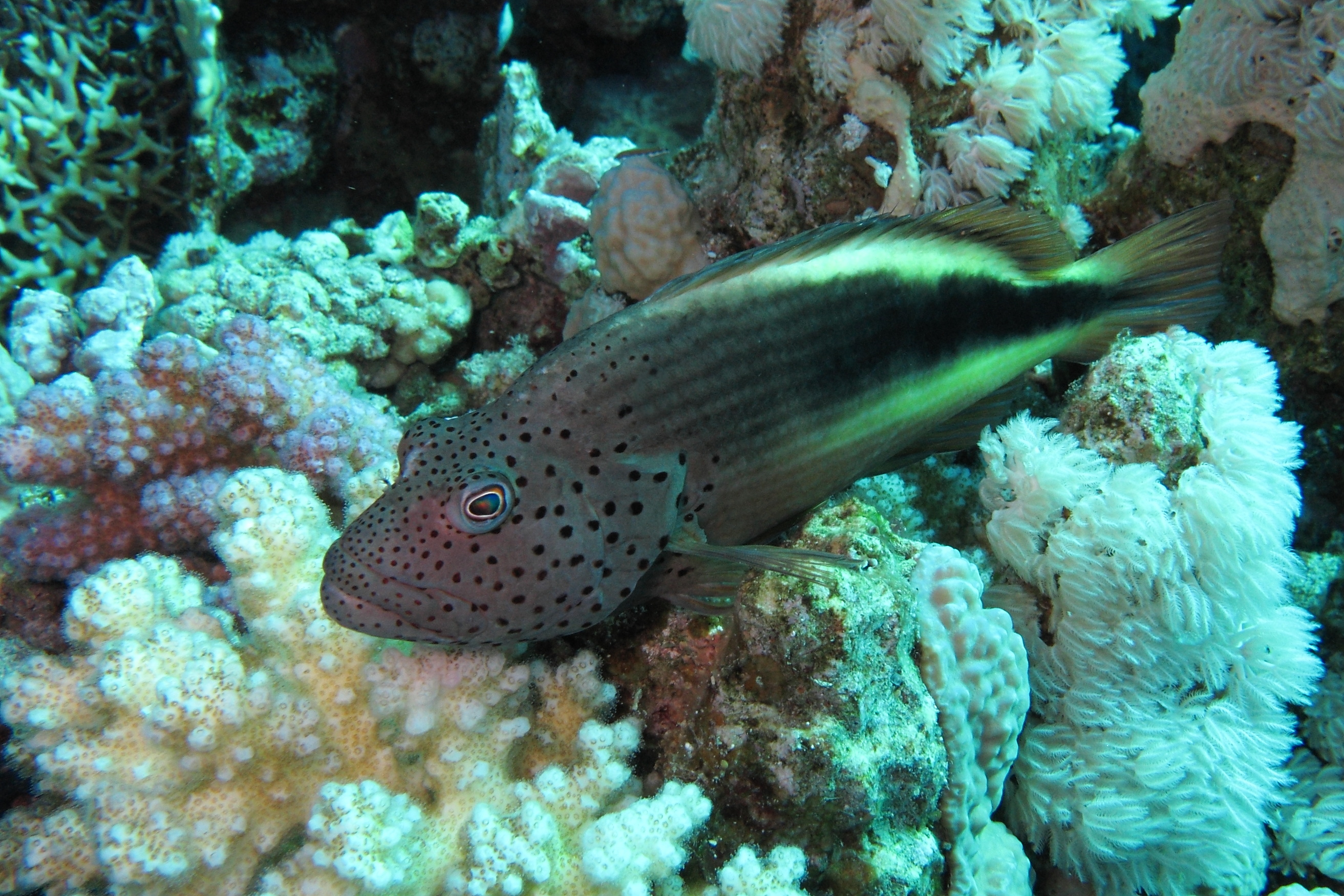
Livrée brune très foncée, presque noire, Mer rouge, Égypte

## Alimentation
C'est un poisson carnivore qui se nourrit de petits poissons et de crustacés.

## Reproduction
Le poisson-faucon à tache de rousseur est hermaphrodite protogyne.